# 夏のわかれ
『夏のわかれ』（なつ-）は、東海テレビ制作のフジテレビ系列で、1968年7月1日～8月30日に放送された昼ドラマである。

## キャスト
- 藤田淑子
- ケン・サンダース
- 津島恵子

## スタッフ
- 演出:伊藤敬
- 脚本:生田直親